# Цин Чжу
Цин Чжу (青主; настоящее имя Ляо Шанго 廖尚果; 10 июня 1893, Гуанчжоу — 7 мая 1959, Шанхай) — китайский классический композитор, музыкальный теоретик.

## Биография
Учился в военной школе, а после Синьхайской революции был в 1912 г. отправлен местными властями в Германию для изучения юриспруденции и военного дела. Окончил Берлинский университет (1920), в 1922 году получил в Гамбурге степень доктора права с диссертацией «К китайской теории государства и права». Одновременно частным образом изучал фортепиано, композицию и теорию музыки. Вернулся в Китай в 1922 году, работал в руководящих структурах армейских подразделений.
С середины 1920-х гг., под именем Цин Чжу, начал активно выступать со статьями и книгами о музыке, отстаивая взгляд на музыку как на трансцендентный язык, данный человеку свыше и предназначенный для сопротивления социальному и идеологическому диктату окружающих обстоятельств. По мнению Цин Чжу, музыка западного мира продвинулась в этом направлении значительно дальше, и музыканты Китая должны перенимать этот опыт; ряд статей Цин Чжу знакомили китайскую аудиторию с музыкой Моцарта, Бетховена, Шуберта, Шумана, Шопена, Вагнера, Дебюсси. Цин Чжу утверждал, что музыка, созданная китайскими композиторами, остаётся китайской по своему духу, даже если использует заимствованный инструментарий. С 1929 г. Цин Чжу преподавал в Шанхайском национальном институте музыки и был главным редактором издававшихся институтом периодических изданий.
На рубеже 1920-30-х гг. Цин Чжу опубликовал два тома собственных вокальных сочинений — преимущественно песен на классические древнекитайские тексты (наиболее известная из них — «Великая река течёт на восток» на стихи Су Ши), следующих традиции немецкой Lied от Шуберта до Хуго Вольфа. В общей сложности ему принадлежит около 60 музыкальных произведений.
После 1934 года Цин Чжу отошёл как от композиции, так и от создания теоретических работ, сосредоточившись на преподавательской деятельности. В Китайской народной республике преподавал на отделениях германистики Университета Тунцзи и Фуданьского университета. Перевёл на китайский язык несколько книг, в том числе повесть Анны Зегерс «Человек и его имя».
Биография Цин Чжу «Немецкий китаец: Переменчивая жизнь композитора Цин Чжу» (нем. Der deutsche Chinese: Das wechselvolle Leben des Komponisten Qing Zhu; 2009) написана его внучкой Чун Ляо.